# Pavel Trakhanov
Pavel Sergueïevitch Trakhanov - en russe : Павел Сергеевич Траханов - (né le 21 mars 1978 à Moscou en République socialiste fédérative soviétique de Russie (Union soviétique) et mort le 7 septembre 2011 à Iaroslavl en Russie) est un joueur professionnel russe de hockey sur glace..

## Biographie
Ce joueur évoluant au poste de défenseur commence sa carrière en 1997 dans le Superliga avec le HK CSKA Moscou. Il reste à Moscou jusqu'en 2005, s'engageant avec le Severstal Tcherepovets. En 2007, il rejoint le HK MVD qui évolue dès 2008 en Ligue continentale de hockey (KHL). Après une saison 2010-2011 à l'Atlant Mytichtchi, Trakhanov devient un joueur du Lokomotiv Iaroslavl au printemps 2011.
Il fait partie de la liste des personnes tuées à la suite de l'accident de l'avion transportant l'équipe du Lokomotiv Iaroslavl au départ de Iaroslavl et à destination de Minsk en Biélorussie. L'avion de ligne de type Yakovlev Yak-42 s'écrase peu après son décollage de l'aéroport Tounochna de Iaroslavl, faisant 44 morts parmi les 45 occupants,.

## Statistiques
| Saison    | Équipe                 | Ligue     |    | Saison régulière | Saison régulière | Saison régulière | Saison régulière | Saison régulière |   | Séries éliminatoires | Séries éliminatoires | Séries éliminatoires | Séries éliminatoires | Séries éliminatoires |
| Saison    | Équipe                 | Ligue     | PJ | B                | A                | Pts              | Pun              | PJ               | B | A                    | Pts                  | Pun                  |                      |                      |
| 1995-1996 | HK CSKA Moscou         | Superliga | 10 | 0                | 0                | 0                | 2                | -                | - | -                    | -                    | -                    |                      |                      |
| 1997-1998 | CSKA Moscou            | Superliga | 46 | 3                | 4                | 7                | 34               | -                | - | -                    | -                    | -                    |                      |                      |
| 1998-1999 | CSKA Moscou            | Superliga | 31 | 0                | 1                | 1                | 10               | 3                | 0 | 0                    | 0                    | 0                    |                      |                      |
| 1999-2000 | CSKA Moscou            | Superliga | 9  | 0                | 1                | 1                | 6                | -                | - | -                    | -                    | -                    |                      |                      |
| 2000-2001 | CSKA Moscou            | Superliga | 37 | 1                | 2                | 3                | 14               | -                | - | -                    | -                    | -                    |                      |                      |
| 2001-2002 | CSKA Moscou            | Superliga | 47 | 3                | 7                | 10               | 16               | -                | - | -                    | -                    | -                    |                      |                      |
| 2002-2003 | CSKA Moscou            | Superliga | 43 | 2                | 1                | 3                | 22               | -                | - | -                    | -                    | -                    |                      |                      |
| 2003-2004 | CSKA Moscou            | Superliga | 46 | 4                | 4                | 8                | 53               | -                | - | -                    | -                    | -                    |                      |                      |
| 2004-2005 | CSKA Moscou            | Superliga | 45 | 2                | 4                | 6                | 22               | -                | - | -                    | -                    | -                    |                      |                      |
| 2005-2006 | Severstal Tcherepovets | Superliga | 17 | 1                | 1                | 2                | 6                | 4                | 0 | 0                    | 0                    | 4                    |                      |                      |
| 2006-2007 | Severstal Tcherepovets | Superliga | 48 | 5                | 11               | 16               | 46               | 5                | 0 | 1                    | 1                    | 0                    |                      |                      |
| 2007-2008 | HK MVD                 | Superliga | 57 | 2                | 11               | 13               | 66               | 3                | 0 | 0                    | 0                    | 2                    |                      |                      |
| 2008-2009 | HK MVD                 | KHL       | 47 | 3                | 10               | 13               | 42               | -                | - | -                    | -                    | -                    |                      |                      |
| 2009-2010 | HK MVD                 | KHL       | 54 | 2                | 14               | 16               | 72               | 20               | 1 | 5                    | 6                    | 24                   |                      |                      |
| 2010-2011 | Atlant Mytichtchi      | KHL       | 52 | 0                | 4                | 4                | 64               | 20               | 0 | 3                    | 3                    | 12                   |                      |                      |
| 2011-2012 | Lokomotiv Iaroslavl    | KHL       | -  | -                | -                | -                | -                | -                | - | -                    | -                    | -                    |                      |                      |